# Alex palparia
Alex palparia es una especie de polilla de la familia Geometridae, descrita por primera vez por Francis Walker en 1861 con distribución en partes de Asia. La especie ha sido descrita desde las Himalayas, hasta Sondalandia, Filipinas, Sumbawa e Indochina.